# Agalmyla torajiana
Agalmyla torajiana là một loài thực vật có hoa trong họ Tai voi. Loài này được Hilliard mô tả khoa học đầu tiên năm 2002.